# Turbina abutiloides
Turbina abutiloides är en vindeväxtart som först beskrevs av Carl Sigismund Kunth, och fick sitt nu gällande namn av O'donell. Turbina abutiloides ingår i släktet Turbina och familjen vindeväxter. Inga underarter finns listade i Catalogue of Life.